# فرنك فريبورغ
فرنك فريبورغ هو عملة كانتون فريبورغ السويسري بين 1798 و1850. ينقسم إلى 10 باتزن كل منها 4 كرويتزر أو 10 رابن.

## التاريخ
كان الفرنك عملة الجمهورية الهلفتيكية منذ 1798 ليحل محل غولدن فريبورغ في فريبورغ. أوقفت الجمهورية إصدار العملة في 1803. أصدرت فريبورغ فرنكها الخاص بين 1806-1836. في 1850، ظهر الفرنك السويسري بقيمة 1½ فرنك سويسري = 1 فرنك فريبورغ.

## القطع المعدنية
كانت من فئات 2½ و5 رابن و½ و1 باتزن وعملات فضية من فئة 5 و10 باتزن و4 فرنك. صدر أيضًا 2½ رابن كفئة 1 كرويتزر.